# Štatenberk
Štatenberk este o localitate din comuna Mokronog - Trebelno, Slovenia, cu o populație de 50 de locuitori.